# Amphipoea brunnea-albo
Amphipoea brunnea-albo là một loài bướm đêm trong họ Noctuidae.